# جيمس لويس (سياسي)
جيمس لويس هو سياسي كندي، ولد في 29 أغسطس 1854 في سانت جون في كندا، وتوفي في 23 مايو 1929. حزبياً، نشط في الحزب التقدمي المحافظ في نيو برونزويك ‏. وقد انتخب عضو الجمعية التشريعية لنيو برونزويك ‏.